# El Fadrí
El Fadrí (deutsch: Der Unverheiratete) ist der freistehende Glockenturm der Konkathedrale Santa María im spanischen Castellón de la Plana. Der Glockenturm ist als Kulturerbe der Valencianischen Gemeinschaft eingetragen und das Wahrzeichen der Stadt.

## Lage
Der Glockenturm El Fadrí befindet sich auf dem Hauptplatz (valenzanisch: Plaça Major) im Stadtzentrum von Castellón de la Plana wenige Meter westlich von der Konkathedrale Santa María. Am westlichen Rand des Hauptplatzes liegt in unmittelbarer Nachbarschaft das städtische Rathaus. Auf der gegenüberliegenden Seite befindet sich die zentrale Markthalle der Stadt.

## Geschichte
Der Bau des Glockenturms begann 1440 und wurde erst 1604 fertiggestellt. Es gab langjährige Diskussionen, wie der Turm aussehen solle. Der abgeschlossene Bau war schließlich ein Projekt von Francisco Galiansa de la Lancha, Guillelm del Rei, Pedro Crosali, Marc Volsanys, Antoni und Joan Saura.
Die Geschichte der Konkathedrale ist von mehreren Zerstörungen des Gebäudes und darauffolgenden Rekonstruktionen geprägt. Der Glockenturm blieb hingegen weitestgehend unbeschadet. Nur die Turmspitze wurde im Jahr 1656 zerstört und originalgetreu 1735 ersetzt.

## Architektur
Der Glockenturm wurde im nüchternen Stil der valencianischen Gotik errichtet. Er weist einen achteckigen Grundriss auf  und hat eine Höhe von 58 Metern.
Der Turm gliedert sich in die Uhrenkammer, das kirchliche Gefängnis, die Wohnung des Glöckners und den Glockenraum. Diese vier Räume entsprechen nicht exakt den Linien der äußeren Gesimse. An der Spitze des Turms befindet sich eine Brüstung, die mit acht Wasserspeiern verziert ist. Die Turmspitze hat die Form einer Pyramide und ist mit blauen Fliesen geschmückt.